# Fernando Pereira de Freitas
Pour les articles homonymes, voir Fernando Pereira.
Fernando Pereira de Freitas, plus connu sous le nom de Fernando Brobró, né le 18 juillet 1934, à Niterói, au Brésil, mort le 10 février 2006 dans la même ville, est un ancien joueur brésilien de basket-ball.

## Palmarès
- 3e des Jeux olympiques 1960
- Champion du monde 1959